# ヤスール山
ヤスール山（ヤスールさん、Mount Yasur）とは、オーストラリア大陸の東、太平洋の南部に浮かぶタンナ島に存在する活火山である。山頂の標高は361m。

## 概要
ヤスール山は、バヌアツ領のタンナ島に存在する。この山は「世界で最も火口に近づける活火山」として有名で、それを目的に多数の観光客が訪れる。火口近くに設置されているポストは、｢世界一危険なところにあるポスト｣としてギネスブックに記載されている。
1774年、ジェイムズ・クックの探検隊により初めて噴火が記録された。現在ではジョン・フラム信仰の聖地として崇められている。
2021年現在も活発に活動中である。

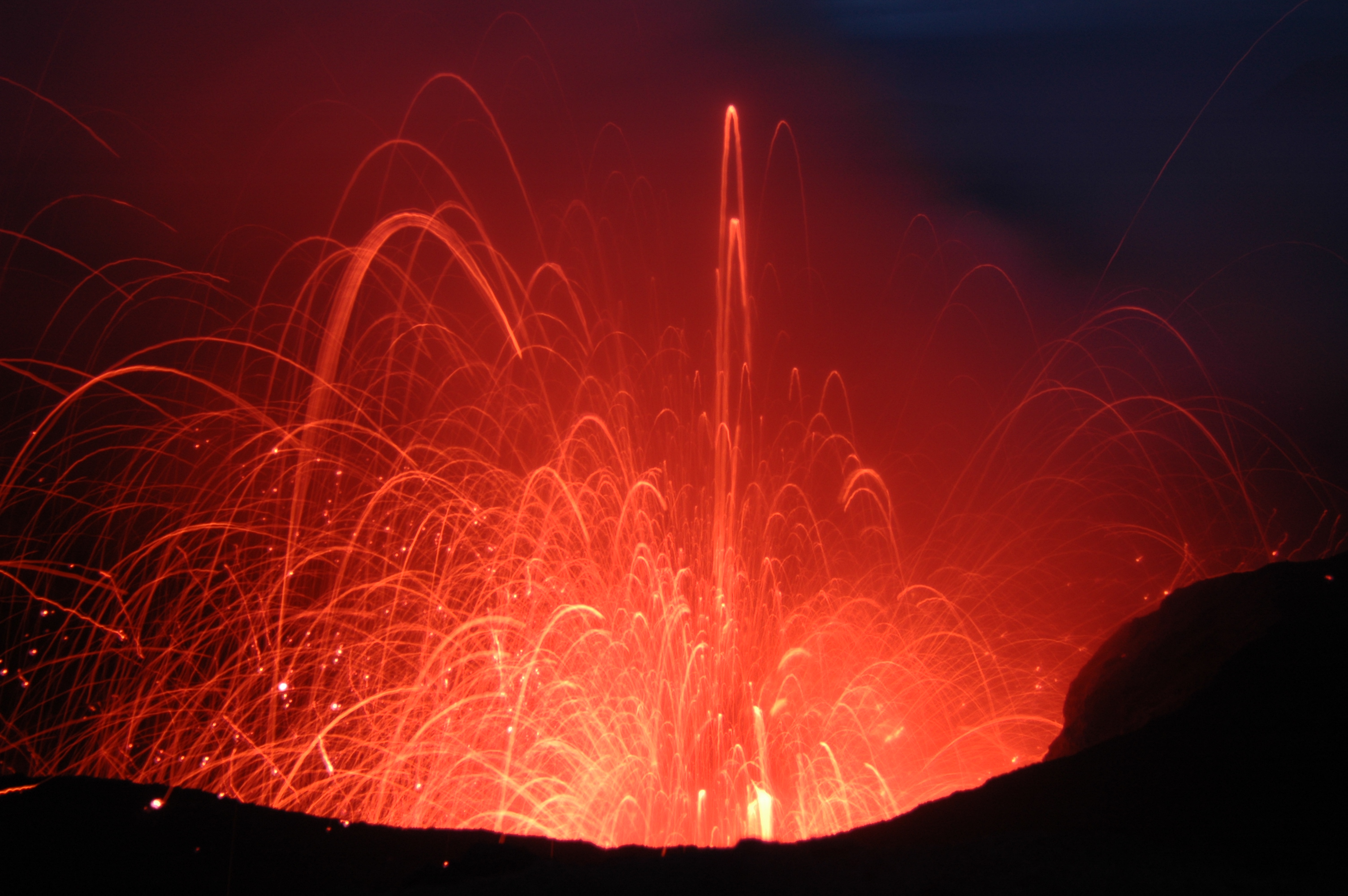
噴火するヤスール山
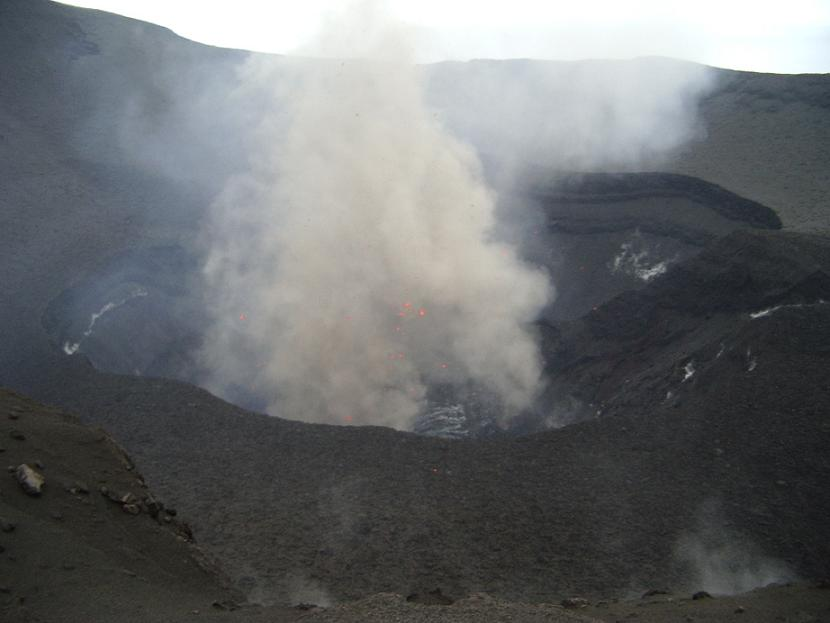
火口
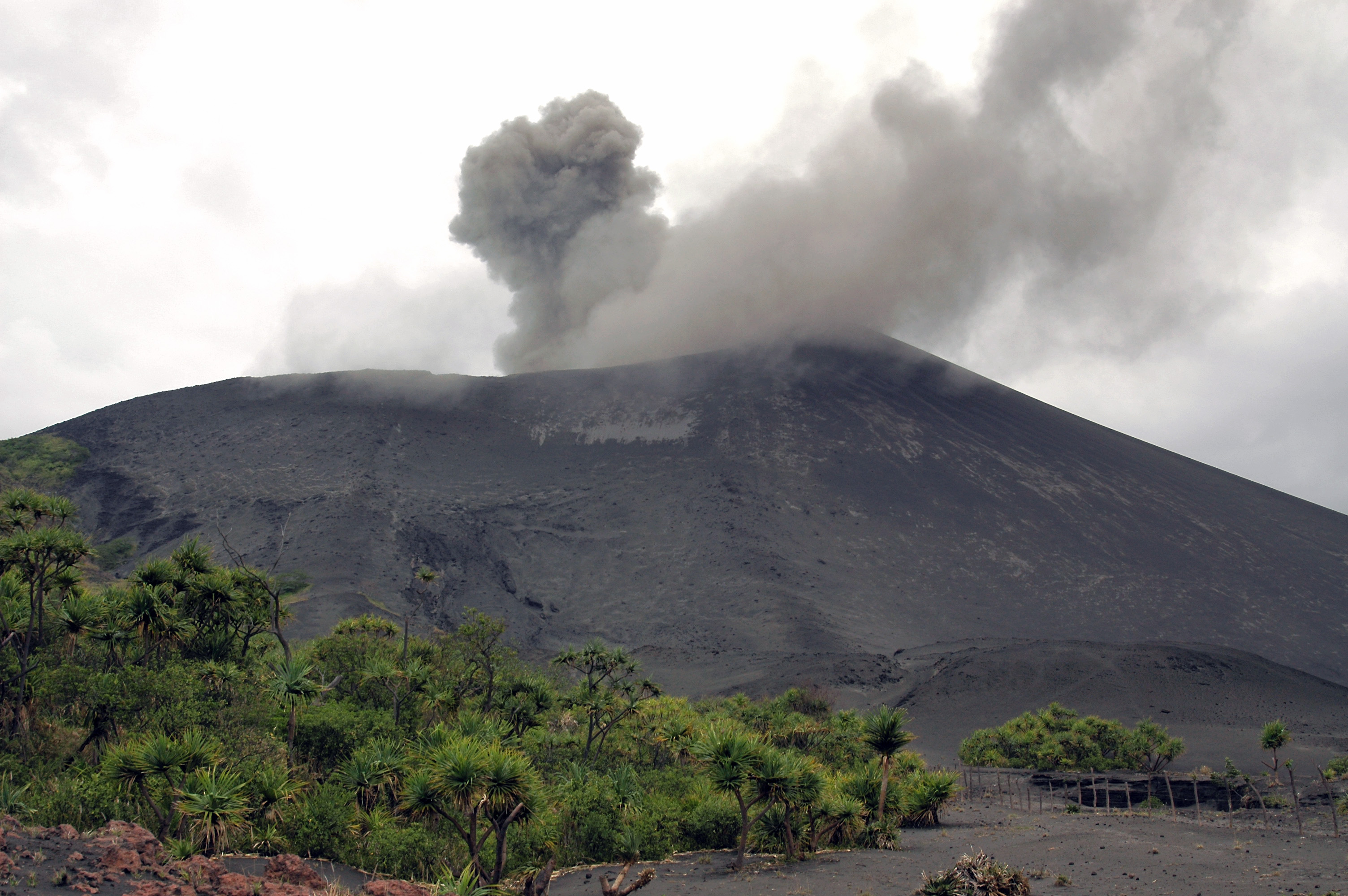
山麓から
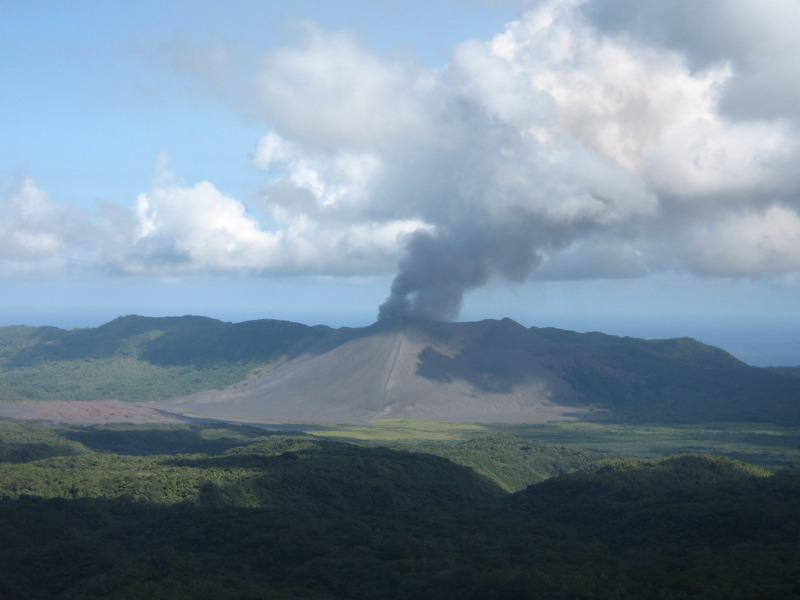
遠景